# CinemaScore
CinemaScore je američko poduzeće koje se bavi istraživačkim marketingom u filmskoj industriji. Na temelju anketa posjetitelja i filmskih kritičara pišu recenzije, ocjenjuju filmove, donose box office rezultate i zanimljivosti. Surađuju s poznatim izdavačima, kao Time, The New York Times, Forbes, LA Weekly, The Hollywood reporter i dr. Osnovao ju je 1979. Ed Mintz, a sjedište poduzeća je u Las Vegasu, u saveznoj američkoj državi Nevadi.

## Recenzije
35 do 45 skupina suradnika poduzeća nalazi se u 25 najvećih gradova SAD-a. Svakog petka u nekom drugom gradu jedna skupina suradnika organizira kino na otvorenom, gdje dobrovoljci ispitanici dolaze pogledati film, nakon čega dobivaju anketni listić. Na anketnom listiću nalaze se pitanja o godini, spolu i najdražim filmskim žanrom ispitanika, te ga se traži da ocijeni film izmeu A+ i F, želi li nakon gledanja kupiti DVD ili Blu-ray kako bi opet mogao gledati film, i zašto je ispitanik izabrao baš ovaj film. CinemaScore prosječno podijeli oko 400 listića svojim ispitanicima po filmu, pri čemu poduzeće 65% listića uzima kao pouzdane odgovore (eng. response rate), dok 6% listića uzima kao marginsku pogrešku (eng. margin of error).
Ocjena A+ označava vrlo uspješan i kvalitetan film, a od kolovoza 1982. dodijeljena je samo 52 puta (oko 2 puta godišnje), uključujući i sedam filmova dobitnika Oscara za najbolji animirani film. A+ uključuje Titanic, Vrlo zapetljanu priču, Kraljev govor, Malo dobrih ljudi, Vozeći gospođicu Daisy i Priču o igračkama 2. Od 2004. do 2010. prosječna ocjena filmova kretala se od 3,8 do 4,6, a ocjenjivanja su se provodila tijekom otvorenih dana, boxoffice rezultata i filmskih premijera, dok su najlošiju prosječnu ocjenu (2,5) dobili filmovi tijekom vikendaškog otvaranja. Ocjena C već upućuje na nižu kvalitetu filma, i prema  Los Angeles Times "Loše vijesti, ekvivalent padajuće ocjene."

## Vanjske poveznice
- Službena stranica